# Sabrina Santamaria
Sabrina Santamaria, née le 24 février 1993 à Los Angeles, est une joueuse de tennis américaine, professionnelle depuis 2015.

## Carrière
Elle a effectué un cursus universitaire à l'université de Californie du Sud. Elle est championne NCAA de double en 2013.
Spécialiste du double depuis 2018, elle atteint sa première finale WTA à Acapulco avec Kaitlyn Christian. Elle remporte cette année-là les tournois ITF 100 000$ de Midland et Cagnes-sur-Mer. Elle atteint aussi les demi-finales du double au tournoi WTA 1000 de Cincinnati, ce qui constitue sa plus grosse performance en double.
En 2021, elle s'impose sur le WTA 125 de Saint-Malo, toujours avec Kaitlyn Christian.
Début janvier 2025, elle parvient en finale du double à Auckland.

## Palmarès

### Titres en double dames
| No | Date       | Nom et lieu du tournoi                         | Catégorie | Dotation  | Surface      | Partenaire         | Finalistes                              | Score            |          |
| -- | ---------- | ---------------------------------------------- | --------- | --------- | ------------ | ------------------ | --------------------------------------- | ---------------- | -------- |
| 1  | 28-02-2022 | Abierto GNP Seguros Monterrey                  | WTA 250   | 239 477 $ | Dur (ext.)   | Catherine Harrison | Han Xinyun Yana Sizikova                | 1-6, 7-5, [10-6] | Parcours |
| 2  | 21-05-2023 | Grand Prix SAR La Princesse Lalla Meryem Rabat | WTA 250   | 259 303 $ | Terre (ext.) | Yana Sizikova      | Lidziya Marozava Ingrid Gamarra Martins | 3-6, 6-1, [10-8] | Parcours |
| 3  | 14-04-2025 | Open de Rouen Capfinances Rouen                | WTA 250   | 275 094 $ | Terre (int.) | Aleksandra Krunić  | Irina Khromacheva Linda Nosková         | 6-0, 6-4         | Parcours |

### Finales en double dames
| No | Date       | Nom et lieu du tournoi                         | Catégorie | Dotation  | Surface      | Vainqueures                          | Partenaire        | Score            |          |
| -- | ---------- | ---------------------------------------------- | --------- | --------- | ------------ | ------------------------------------ | ----------------- | ---------------- | -------- |
| 1  | 26-02-2018 | Abierto Mexicano Acapulco                      | Intern'l  | 226 750 $ | Dur (ext.)   | Tatjana Maria Heather Watson         | Kaitlyn Christian | 7-5, 2-6, [10-2] | Parcours |
| 2  | 22-04-2019 | Istanbul Cup Istanbul                          | Intern'l  | 226 750 $ | Terre (ext.) | Tímea Babos Kristina Mladenovic      | Alexa Guarachi    | 6-1, 6-0         | Parcours |
| 3  | 23-09-2019 | Tashkent Open Tachkent                         | Intern'l  | 226 750 $ | Dur (ext.)   | Hayley Carter Luisa Stefani          | Dalila Jakupović  | 6-3, 7-64        | Parcours |
| 4  | 15-03-2021 | St. Petersburg Ladies Trophy Saint-Pétersbourg | WTA 500   | 565 530 $ | Dur (int.)   | Nadiia Kichenok Raluca Olaru         | Kaitlyn Christian | 2-6, 6-3, [10-8] | Parcours |
| 5  | 19-09-2022 | Hana Bank Korea Open Séoul                     | WTA 250   | 251 750 $ | Dur (ext.)   | Kristina Mladenovic Yanina Wickmayer | Asia Muhammad     | 6-3, 6-2         | Parcours |
| 6  | 30-12-2024 | ASB Classic Auckland                           | WTA 250   | 275 094 $ | Dur (ext.)   | Jiang Xinyu Wu Fang-hsien            | Aleksandra Krunić | 6-3, 6-4         | Parcours |

### Titres en double en WTA 125
| No | Date       | Nom et lieu du tournoi             | Catégorie | Dotation  | Surface      | Partenaire        | Finalistes                         | Score            |          |
| -- | ---------- | ---------------------------------- | --------- | --------- | ------------ | ----------------- | ---------------------------------- | ---------------- | -------- |
| 1  | 03-05-2021 | L'Open 35 de Saint-Malo Saint-Malo | WTA 125   | 115 000 $ | Terre (ext.) | Kaitlyn Christian | Hayley Carter Luisa Stefani        | 7-6, 4-6, [10-5] | Parcours |
| 2  | 05-02-2024 | L&T Mumbai Open Mumbai             | WTA 125   | 115 000 $ | Dur (ext.)   | Dalila Jakupović  | Arianne Hartono Prarthana Thombare | 6-4, 6-3         | Parcours |
| 3  | 04-06-2024 | Makarska Open Makarska             | WTA 125   | 115 000 $ | Terre (ext.) | Iryna Shymanovich | Nao Hibino Oksana Kalashnikova     | 6-4, 3-6, [10-6] | Parcours |

### Finales en double en WTA 125
| No | Date       | Nom et lieu du tournoi           | Catégorie | Dotation  | Surface      | Vainqueures                           | Partenaire         | Score     |          |
| -- | ---------- | -------------------------------- | --------- | --------- | ------------ | ------------------------------------- | ------------------ | --------- | -------- |
| 1  | 23-10-2023 | Abierto Tampico Tampico          | WTA 125   | 115 000 $ | Dur (ext.)   | Kamilla Rakhimova Anastasia Tikhonova | Heather Watson     | 7-65, 6-2 | Parcours |
| 2  | 02-09-2024 | Guadalajara 125 Open Guadalajara | WTA 125   | 115 000 $ | Dur (ext.)   | Katarzyna Piter Fanny Stollár         | Angelica Moratelli | 6-4, 7-5  | Parcours |
| 3  | 12-05-2025 | Parma Ladies Open Parme          | WTA 125   | 115 000 $ | Terre (ext.) | Jesika Malečková Miriam Škoch         | Tang Qianhui       | 6-2, 6-0  | Parcours |

## Parcours en Grand Chelem

### En simple dames
N'a jamais participé à un tableau final.

### En double dames
| Année | Open d'Australie                                                                       | Open d'Australie                                                                        | Internationaux de France                                                               | Internationaux de France                                                                | Wimbledon                                                                                 | Wimbledon | US Open                                                                          | US Open |
| ----- | -------------------------------------------------------------------------------------- | --------------------------------------------------------------------------------------- | -------------------------------------------------------------------------------------- | --------------------------------------------------------------------------------------- | ----------------------------------------------------------------------------------------- | --------- | -------------------------------------------------------------------------------- | ------- |
| 2015  | —                                                                                      | —                                                                                       | —                                                                                      | —                                                                                       | —                                                                                         | —         | 1er tour (1/32) K. Christian \|\| style="text-align:left;" \| M. Hingis S. Mirza |         |
|       |                                                                                        |                                                                                         |                                                                                        |                                                                                         |                                                                                           |           |                                                                                  |         |
| 2018  | —                                                                                      | —                                                                                       | —                                                                                      | —                                                                                       | —                                                                                         | —         | 2e tour (1/16) N. Gibbs \|\| style="text-align:left;" \| T. Babos K. Mladenovic  |         |
| 2019  | 2e tour (1/16) V. Kudermetova \|\| style="text-align:left;" \| E. Mertens A. Sabalenka | 2e tour (1/16) D. Collins \|\| style="text-align:left;" \| S. Stosur Zhang S.           | 1er tour (1/32) A. Guarachi \|\| style="text-align:left;" \| D. Krawczyk G. Olmos      | 2e tour (1/16) D. Jakupović \|\| style="text-align:left;" \| Duan Y.-Y. Zheng S.        |                                                                                           |           |                                                                                  |         |
| 2020  | 2e tour (1/16) A. Muhammad \|\| style="text-align:left;" \| G. Dabrowski J. Ostapenko  | 2e tour (1/16) L. Davis \|\| style="text-align:left;" \| A. Guarachi D. Krawczyk        | Annulé                                                                                 | Annulé                                                                                  | 1er tour (1/16) Ar. Rodionova \|\| style="text-align:left;" \| E. Mertens A. Sabalenka    |           |                                                                                  |         |
| 2021  | 1er tour (1/32) M. Ninomiya \|\| style="text-align:left;" \| L. Kichenok J. Ostapenko  | 1er tour (1/32) K. Christian \|\| style="text-align:left;" \| Z. Diyas V. Gracheva      | 2e tour (1/16) T. Zidanšek \|\| style="text-align:left;" \| N. Kichenok R. Olaru       | 2e tour (1/16) M. Kato \|\| style="text-align:left;" \| S. Stosur Zhang S.              |                                                                                           |           |                                                                                  |         |
| 2022  | 1er tour (1/32) M. Kato \|\| style="text-align:left;" \| S. Stosur Zhang S.            | 1er tour (1/32) V. Kužmová \|\| style="text-align:left;" \| Han X. Zhu L.               | 2e tour (1/16) C. Harrison \|\| style="text-align:left;" \| A. Rosolska E. Routliffe   | 2e tour (1/16) A. Bogdan \|\| style="text-align:left;" \| B. Krejčíková K. Siniaková    |                                                                                           |           |                                                                                  |         |
| 2023  | 2e tour (1/16) C. Liu \|\| style="text-align:left;" \| O. Kalashnikova A. Parks        | 1er tour (1/32) N. Párrizas Díaz \|\| style="text-align:left;" \| K. Flipkens S. Rogers | 1er tour (1/32) N. Dzalamidze \|\| style="text-align:left;" \| D. Krawczyk D. Schuurs  | 1er tour (1/32) M. Ninomiya \|\| style="text-align:left;" \| B. Krejčíková K. Siniaková |                                                                                           |           |                                                                                  |         |
| 2024  | 1er tour (1/32) V. Gracheva \|\| style="text-align:left;" \| K. Birrell O. Gadecki     | 1er tour (1/32) L. Davis \|\| style="text-align:left;" \| C. Bucșa M. Niculescu         | —                                                                                      | —                                                                                       | 1er tour (1/32) M. Kessler \|\| style="text-align:left;" \| N. Melichar-Martinez E. Perez |           |                                                                                  |         |
| 2025  | 2e tour (1/16) B. Pera \|\| style="text-align:left;" \| Guo H. A. Panova               | 2e tour (1/16) M. Lumsden \|\| style="text-align:left;" \| M. Andreeva D. Shnaider      | 1er tour (1/32) A. Moratelli \|\| style="text-align:left;" \| S. Cîrstea A. Kalinskaya | —                                                                                       | —                                                                                         |           |                                                                                  |         |

N.B. : le nom de la partenaire se trouve sous le résultat ; les noms des ultimes adversaires se trouvent à droite.

### En double mixte
| Année | Open d'Australie | Open d'Australie | Internationaux de France | Internationaux de France | Wimbledon                                                                           | Wimbledon                                                                            | US Open | US Open |
| ----- | ---------------- | ---------------- | ------------------------ | ------------------------ | ----------------------------------------------------------------------------------- | ------------------------------------------------------------------------------------ | ------- | ------- |
| 2019  | —                | —                | —                        | —                        | 1er tour (1/32) K. Krawietz \|\| style="text-align:left;" \| M. Adamczak P. Oswald  | —                                                                                    | —       |         |
| 2021  | —                | —                | —                        | —                        | 1er tour (1/32) A. Krajicek \|\| style="text-align:left;" \| V. Williams N. Kyrgios | 1er tour (1/16) N. Lammons \|\| style="text-align:left;" \| N. Podoroska M. González |         |         |

N.B. : le nom de la partenaire se trouve sous le résultat ; les noms des ultimes adversaires se trouvent à droite.

## Classements WTA en fin de saison
| Année          | 2010 | 2011 | 2012 | 2013 | 2014 | 2015 | 2016 | 2017 | 2018 | 2019 | 2020 | 2021 | 2022 | 2023 | 2024 |
| Rang en simple | 951  | –    | –    | –    | –    | 525  | 539  | 433  | 650  | –    | –    | –    | –    | –    | –    |
| Rang en double | 831  | 1074 | –    | 1078 | –    | 1033 | 308  | 222  | 60   | 70   | 73   | 55   | 91   | 79   | 91   |

Source : (en) Classements de Sabrina Santamaria sur le site officiel de la Fédération internationale de tennis